# Lola Riera
Lola Riera Zuzuarregui  (nacida el 26 de junio de 1991 en Valencia, Comunidad Valenciana) es una jugadora de hockey sobre hierba española. Disputó los Juegos Olímpicos de Río de Janeiro 2016 con España, obteniendo un octavo puesto y diploma olímpico.

## Participaciones en Juegos Olímpicos
- Río de Janeiro 2016, puesto 8.
- Tokio 2020, puesto 7.
- París 2024, puesto 7.